# Leonhard Gall
Pour les articles homonymes, voir Gall.
Leonhard Gall ne le 24 août 1884 à Munich et mort le 20 janvier 1952 dans la même ville, est un architecte allemand connu pour ses réalisations pour le Troisième Reich. 

## Biographie
Il devient membre du NSDAP en 1932 .
En tant qu'assistant en chef du bureau munichois de l'architecte allemand Paul Troost, il a notamment participé à la conception de la chancellerie de Munich. Il sera également son assistant sur l'un des premiers grands projets architecturaux du Troisième Reich, la Maison de l'art allemand. Après la mort de Troost en 1934, c'est Leonard Gall qui prit en charge le projet aux côtés de la veuve de Troost, Gerty. 
Il fait partie de la liste Gottbegnadeten (en français, la liste de ceux « qui bénéficient de la grâce de Dieu ») liste établie par le ministère du Reich à l'Éducation du peuple et à la Propagande et par Adolf Hitler en 1944 pour désigner les artistes les plus importants du régime nazi. Gall est assez apprécié du Führer pour faire partie des 24 membres de la liste d'exception (Sonderliste), considérés comme « irremplaçables » (unersetzlich).
Il est également co-rédacteur en chef du journal Die Kunst im Deutschen Reich (de)
En 1943, Gall devient vice-président de la chambre des beaux-arts du Reich et administrateur de la Künstlerdank (de) fondation initiée par Joseph Goebbels et destinée à soutenir financièrement les artistes nécessiteux .

## Réalisations
- Führerbau ( Maxvorstadt, Munich.)  Les premiers plans sont réalisés par Paul Troost en 1931. Le bâtiment sera achevé par Gall en 1937, trois ans après la mort de Troost.
- Berghof (Obersalzberg)  Il réalise en collaboration avec Gerdy Troost le design d'intérieur.

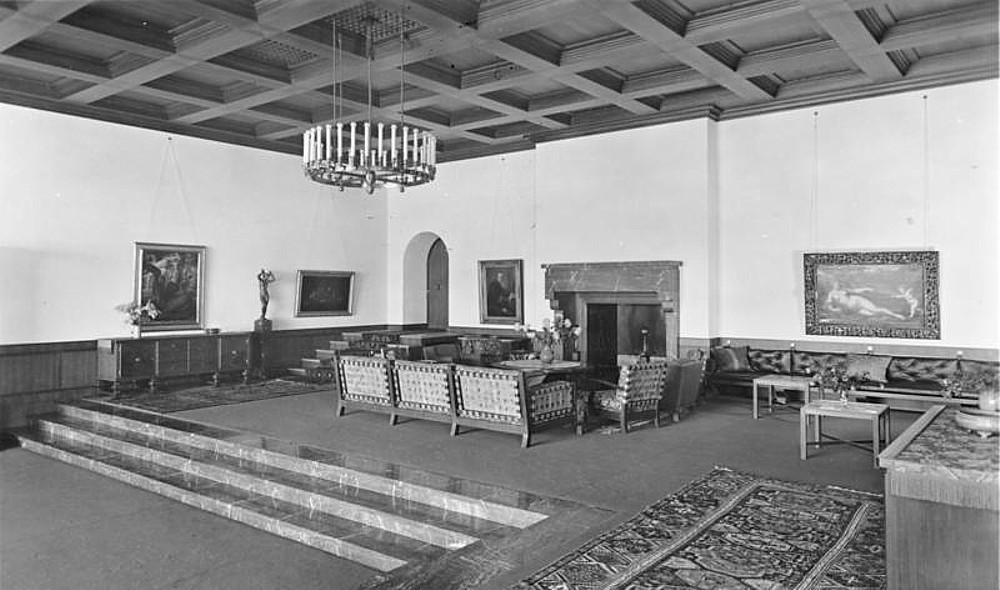
Grand Salon du Berghof
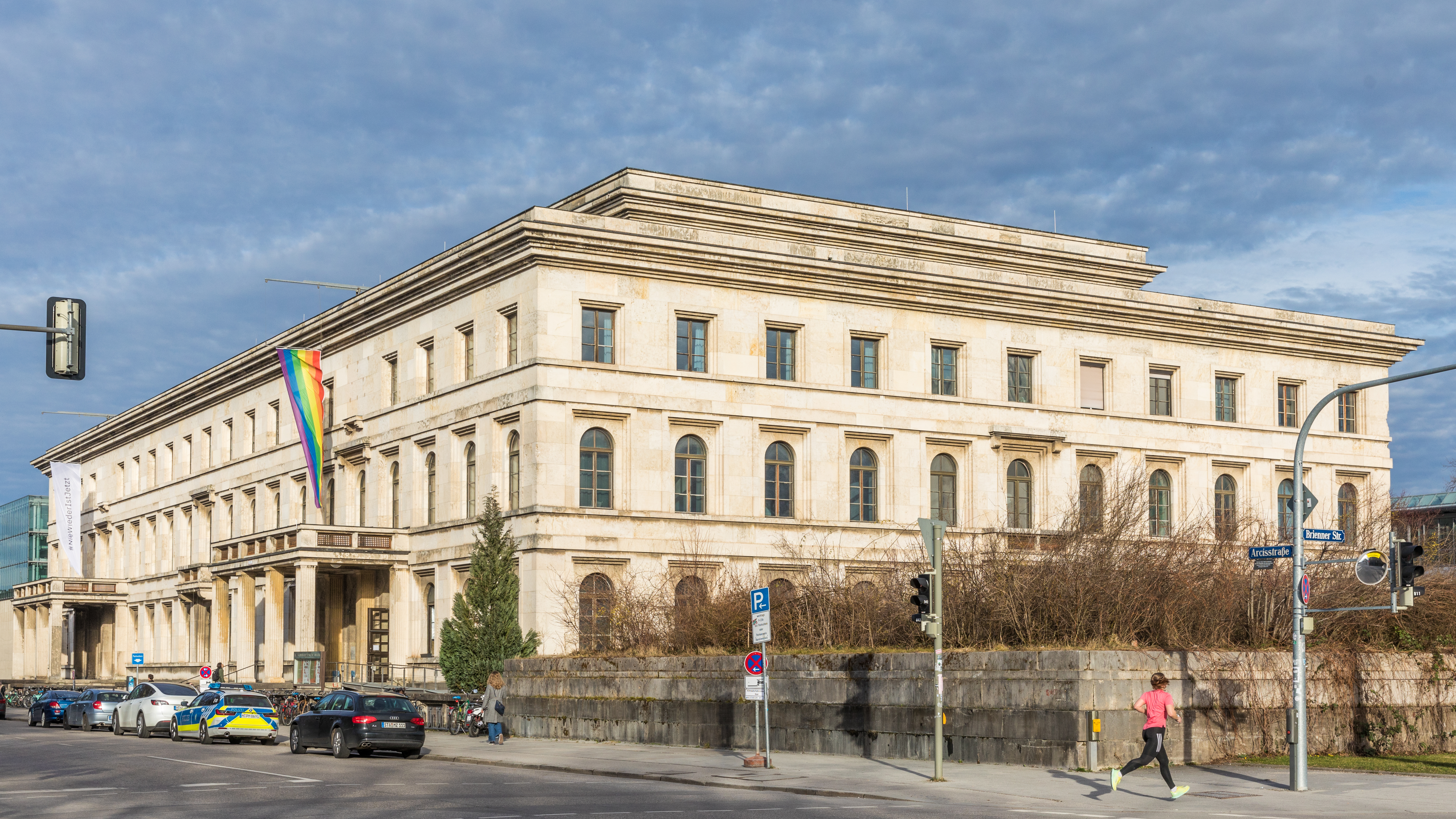
Führerbau